# یواس‌اس مانتور (ای‌پی‌ای-۱۰۱)
یواس‌اس مانتور (ای‌پی‌ای-۱۰۱) (به انگلیسی: USS Montour (APA-101)) یک کشتی بود که طول آن ۴۹۲ فوت (۱۵۰ متر) بود. این کشتی در سال ۱۹۴۴ ساخته شد.